# COVID Symptom Study
Исследование симптомов COVID, которое ранее называлось COVID Symptom Tracker — это приложение для эпидемиологических исследований COVID-19, которое работает на Android и iOS. Это сотрудничество между Королевским колледжем в Лондоне, больницами Гая и Сент-Томаса и Zoe Global Limited. Целью приложения является отслеживание симптомов и других важных данных у большого числа людей, для возможности рассчитать эпидемиологические результаты.

## Предпосылки создания
Идея приложения для отслеживания распространения COVID-19 пришла от профессора Тима Спектора, эпидемиолога из Королевского колледжа в Лондоне. Он использовал свой стартап-компанию Zoe Global Limited для создания приложения Covid Symptom Tracker в сотрудничестве с King’s College London, больницами Guy’s и St Thomas '. Изначально проект был запущен в Великобритании, где есть открытое членство. Позже в США были добавлены различные когорты из существующих исследований, в том числе из исследования здоровья медсестёр. Это исследование было сделано в сотрудничестве с Массачусетской больницей общего профиля. На веб-сайте проекта говорится, что «приложение является и всегда будет бесплатным, и любые предоставленные вами данные не будут использоваться в коммерческих целях».
Трекер был выпущен в качестве испытания для 5000 близнецов, с участием пациентов, вовлечённых в другие исследовательские проекты ZOE. Позднее он был расширен для использования для не близнецов.
24 марта 2020 года приложение поступило в британский магазин App Store и Play Store в Великобритании, а 29 марта — в американские магазины App и Play. В течение 24 часов с момента появления в Великобритании приложение было загружено более 1 миллиона раз. По состоянию на май 2020 года приложение загрузили более 3 миллионов человек, том числе 2 миллиона британцев.

## Исследование
Исследование симптомов Covid требует, чтобы пользователи указали своё местоположение. Пользователи вносят личную информацию, включая возраст, пол и местоположение, а также сообщают, если у них есть какие-либо основные хронические заболевания. Они также отвечают на вопросы, связанные с общими симптомами COVID-19, а также вводят информацию о любых заболеваниях или симптомах, которые у них есть, а также о том, были ли они проверены на COVID-19 или нет. Затем приложение использует статистический анализ, чтобы предсказать, соответствуют ли симптомы COVID-19 и предназначено для того, чтобы различать симптомы COVID-19 и симптомы других сезонных гриппов. Приложение не имеет функции отслеживания контактов. Он также сравнивает уровень риска с работниками здравоохранения по сравнению с населением.
Трекер предполагает, что более 350 000 человек в Великобритании, возможно, имели COVID-19, основываясь на данных, введённых в приложение.
Исследования, основанные на приложении, были описаны в статьях в журнале Science 5 мая 2020 г. и в журнале Nature 11 мая 2020 г.